# Cacia obliquelineata
Cacia obliquelineata är en skalbaggsart som beskrevs av Stefan von Breuning 1950. Cacia obliquelineata ingår i släktet Cacia och familjen långhorningar. Inga underarter finns listade.